# Freddy Krueger

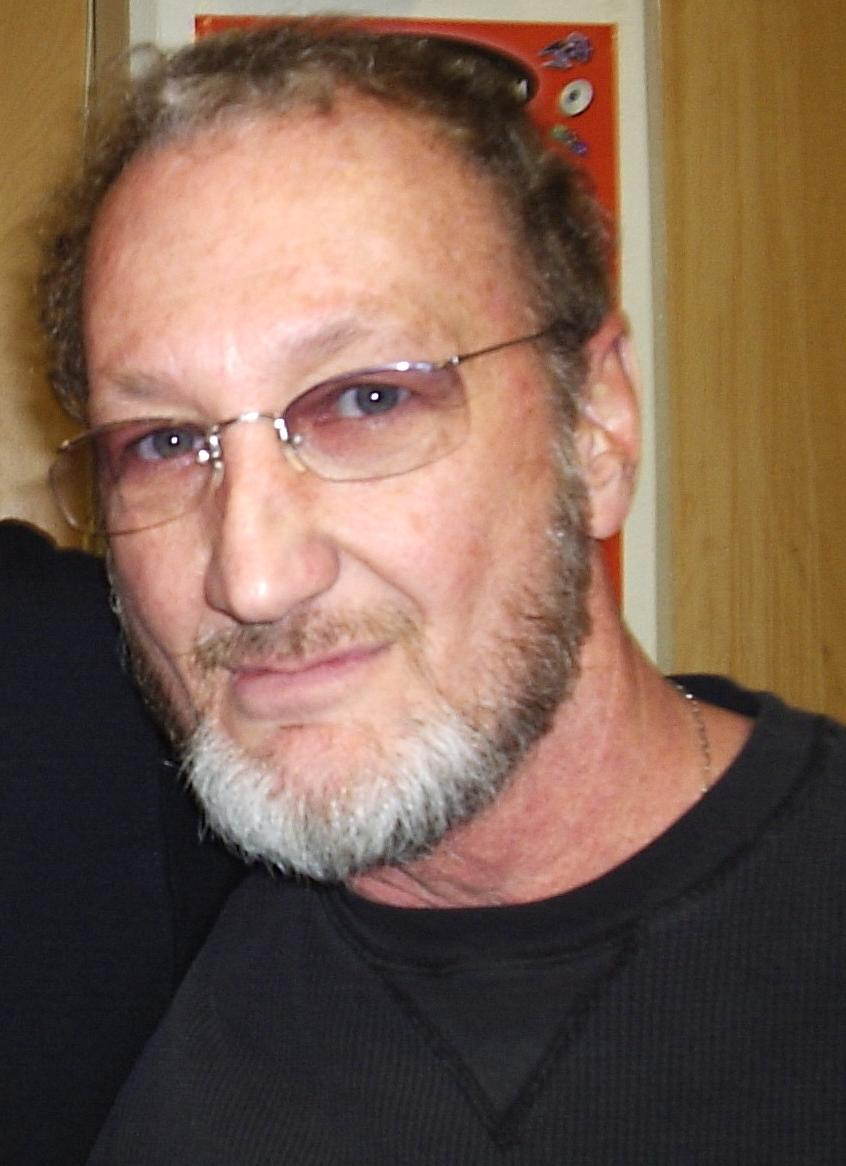
Robert Englund, de eerste vertolker van Krueger

Frederick Charles Krueger, of simpelweg Fred of Freddy is een personage uit de serie horrorfilms A Nightmare on Elm Street. De rol werd door acteur Robert Englund gespeeld in acht films en een televisieserie. Krueger was voor het eerst te zien in de originele film van regisseur Wes Craven in 1984. In 2010 werd de rol van Freddy Krueger voor de eerste keer door een andere acteur gespeeld, aangezien Jackie Earle Haley de rol van Freddy Krueger kreeg in de gelijknamige remake van de horrorklassieker.

## Geschiedenis
Gedurende de feestdagen aan het einde van de jaren 30 werd een jonge non genaamd Mary Helena (Amanda Krueger) per ongeluk opgesloten in de afdeling voor gestoorde criminelen "Westin Hills". Dagenlang werd ze misbruikt en gemarteld door de honderd opgesloten patiënten. Dagen later werd ze gevonden, meer dood dan levend en ook nog zwanger. In 1938 werd haar zoontje Frederick Charles Krueger geboren en ter adoptie afgegeven.
Freddy werd geadopteerd door Mr. Underwood, een handtastelijke alcoholist (gespeeld door Alice Cooper in Freddy's Dead: The Final Nightmare) die hem mishandelt. Na verloop van tijd begint Freddy psychotisch gedrag te vertonen en onder andere kleine dieren te vermoorden. Hij wordt vaak belachelijk gemaakt door zijn klasgenoten die hem "zoon van honderd gekken" (son of one hundred maniacs) noemen. Aan het eind van zijn jeugd begint Freddy de klappen en pijn te associëren met genot.
In een later stadium trouwt Freddy met Loretta Krueger (Lindsey Fields) en samen krijgen ze een dochter Katherine. Ondertussen begint Freddy met het vermoorden van kleine kinderen in hun woonplaats Springwood, Ohio. Maar dan ontdekt Loretta het gruwelijke geheim dat haar echtgenoot de beruchte Springwood Slasher is. Bang zweert ze dat ze niets zal zeggen, maar toch besluit Freddy haar te vermoorden. Ook Katherine, die de moord op haar moeder heeft gezien, belooft niets te zeggen. Maar uiteindelijk klapt Katherine wel uit de school en Freddy wordt opgejaagd door de autoriteiten en gevangengenomen. Katherine wordt in een tehuis geplaatst.

### De rechtszaak
Uiteindelijk moet Freddy Krueger voor de rechter verschijnen, maar tijdens de rechtszaak weet de advocaat van Krueger aan te tonen dat er een bepaald stuk papierwerk niet is ondertekend. De rechter heeft vervolgens geen keuze en moet Freddy Krueger vrijspreken. Eenmaal buiten vlucht de moordenaar, maar de ouders van de jonge slachtoffers zijn het zat en besluiten het recht in eigen hand te nemen. Ze zoeken Freddy op in de oude boiler waar hij zijn kinderen altijd naartoe bracht en besluiten om de hele boel in brand te steken. Nadat de brand Freddy heeft gedood, nemen de ouders zijn levenloze lichaam mee naar een groot autokerkhof en begraven het daar. Ze besluiten om dit voorval aan niemand te vertellen en rustig verder te gaan met hun leventje. Hun kinderen zijn immers weer veilig.

### Na zijn dood
En terwijl voor velen het leventje in Springwood rustig en zonder zorgen verdergaat, duikt Freddy Krueger plotseling op in de nachtmerries van alle kinderen in Springwood. Stuk voor stuk krijgen de jonge tieners te maken met een verminkte maniak, die wraak wil nemen voor wat hun ouders hem hebben aangedaan en alle kinderen over de kling wil jagen. En het blijkt ook al snel dat als Freddy je in je dromen weet te vermoorden, je ook in het echt dood bent. Freddy gebruikt je ergste nachtmerries of je diepste angsten en weet elke tiener zo op een gruwelijke manier om zeep te helpen. En terwijl de ouders de verhalen van hun kinderen uiteraard niet geloven, moeten deze elke nacht vechten voor hun leven. Of proberen altijd wakker te blijven.

## Verschijning
Freddy Krueger is, in tegenstelling tot veel van zijn collega-horrormonsters als Michael Myers en Jason Voorhees, een kleine man, zelden groter dan de tieners die hij stalkt. Hij draagt altijd een smerige zwarte broek en versleten werkschoenen en op zijn hoofd heeft hij meestal een bruine hoed. Daarnaast is de rood-groen gestreepte trui van Freddy een duidelijk kenmerk van de boeman. De kleuren groen en rood van deze trui zijn verder ook overal in de films terug te vinden. Maar het bekendste kenmerk van Freddy is zijn wapen; de dodelijke handschoen met vier scherpe messen aan de vingertoppen. Uit Freddy's Dead: The Final Nightmare blijkt dat Freddy toen hij nog leefde al talloze versies van deze handschoenen had gemaakt en gebruikte. In de openingsscène van de eerste film is te zien hoe Freddy een van de handschoenen zelf in elkaar zet. Qua uiterlijke kenmerken valt Freddy verder vooral op door zijn verbrande gezicht (inclusief een kaal hoofd en compleet verbrand lichaam), zijn (bijna heksachtige) haakneus en rotte tanden.
Maar hoewel Freddy eigenlijk continu dezelfde kleding draagt, zijn er door de serie heen een aantal dingen die aan zijn verschijning veranderen. Zo zijn de mouwen van Freddy's trui in de originele film geheel rood gekleurd. In de vervolgfilms daarentegen zijn de mouwen net als de rest rood en groen gestreept. Verder draagt Freddy aan het einde van A Nightmare on Elm Street 2: Freddy's Revenge niet zijn befaamde handschoen, maar lijkt hij een echte klauw, te hebben waarbij er vier messen uit zijn vingertoppen steken. Ook is Freddy in latere delen af en toe te zien in andere kleding. Zo draagt hij in A Nightmare on Elm Street 3: Dream Warriors een smoking in een van de nachtmerries en heeft hij een zomerkamp-leider outfit aan in Freddy vs. Jason. In Wes Cravens Wes Craven's New Nightmare heeft Freddy een complete metamorfose gekregen. Hierin draagt hij een zwarte, leren broek, een lange jas, een schone strakke rood-groene trui en een donkergroene hoed. En ook zijn handschoen heeft hier een update gekregen; in deze film heeft Freddy's handschoen een wat meer organische uitstraling (gebaseerd op de handschoen op de poster van de originele film) en bevat ditmaal ook een mes aan de duim.
Voor de remake uit 2010 lijkt vooral het gezicht van Freddy Krueger totaal aangepast. Qua kleding en zelfs handschoen heeft de nieuwe Freddy Krueger (gespeeld door Jackie Earle Haley) erg veel weg van de originele Freddy. Voor het gezicht daarentegen is gepoogd om het wat realistischer te maken en het meer op echte brandwonden te laten lijken. Vooral de ogen, neus en lippen zijn duidelijk anders vormgegeven, zo zitten zijn ogen ver in zijn oogkassen verstopt en heeft de nieuwe Freddy ook de kenmerkende haakneus niet meer.

## Gedrag
Door de serie heen verandert ook het gedrag van Krueger continu. In de originele film werd Freddy vooral getoond in de schaduw en had hij gedurende de film slechts een paar zinnen tekst. Wes Craven liet zowel een lacherige sadist als een razende moordenaar zien. Deze boosheid werd ook in Freddy's Revenge doorgezet. In Dream Warriors, de derde film, kwam er echter veel meer humor in de film. Schrijver en regisseur Chuck Russell en mede-schrijver Frank Darabont zeggen grotendeels verantwoordelijk te zijn voor de humor, die vanaf de derde film in de serie kwam. Freddy werd niet langer getoond in de duisternis. In de praktijk bleek ook dat Freddy Krueger door de jeugd niet werd gezien als een eng personage, maar als een held. Daar werd ook in de vervolgfilms gebruik van gemaakt, Freddy kwam steeds meer in het daglicht en ging ook een steeds grotere rol spelen in de film, met duidelijk meer tekst. Vooral in Freddy's Dead: The Final Nightmare was Freddy vooral de grappenmaker. Veel fans waren dan ook niet blij met de vervolgfilms, waarin hun held bijna een clown werd.
Wes Craven besloot om voor zijn New Nightmare uit 1994 Freddy een flinke metamorfose te geven en naast uiterlijk werd ook het karakter een stuk serieuzer gemaakt. Het 'spelen met zijn slachtoffers als een kat met een muis' en de bekende oneliners waren nog steeds aanwezig, maar toch werd Freddy vooral duister en kwaadaardig neergezet. In de vervolgfilm Freddy vs. Jason werd echter vooral weer teruggegrepen naar de oude Freddy Krueger uit de serie. Volgens de makers van de remake uit 2010 gaat men weer terug naar de roots en probeert men Freddy opnieuw eng en mysterieus te maken, zonder grappen en te veel oneliners.

## Ontstaan/casten
Het idee van Freddy Krueger kwam toen Wes Craven verscheidene krantenartikelen las over jongeren die doodsbang waren om te gaan slapen en zelfs stierven als ze in slaap vielen. Dit fascineerde hem en hij schreef het script van A Nightmare on Elm Street. In zijn oorspronkelijke idee was Freddy een verkrachter, maar dit werd later gewijzigd in kindermoordenaar. Voor het uiterlijk van Freddy haalde Wes Craven zijn inspiratie uit zijn jeugdherinneringen, waarin hij als klein jongetje ooit een oude, dronken man met hoed voor het appartement van zijn ouders zag. De man keek de jonge Craven recht in de ogen en bleef daar een lange tijd staan, wat Craven de stuipen op het lijf joeg. Voor de naam kwam Craven met de inspiratie van een pestkop van vroeger, evenals de naam Krug (het sadistische personage uit Cravens film The Last House on the Left).
Voor de rol had Craven oorspronkelijk een oude man in gedachten en kwam later met het idee om een stuntman te gebruiken en van Freddy een zwijgend personage à la Michael Myers en Jason Voorhees te maken. Uiteindelijk was acteur David Warner de keuze om de rol van Freddy Krueger te spelen en er werd zelfs al een make-up test met hem gedaan. Maar vanwege verschillende planningen moest Warner het project verlaten en ging men verder zoeken. Bij de casting voor het personage kwam toen de jonge en dunne acteur Robert Englund in beeld, toentertijd vooral bekend van zijn rol als de vriendelijke buitenaardse Willie in de tv-serie V. Met een klein beetje as onder zijn ogen gesmeerd luisterde Englund aandachtig naar Craven en raakte hij enthousiast. Door zijn enthousiasme en het feit dat Englund de rol fysiek ook goed aan zou kunnen, kreeg hij de rol.
Vanaf dat moment maakte Englund zich de rol van Freddy eigen. Al vrij snel werd Englund net als zijn alter-ego razend populair. Toen Nightmare on Elm Street 2 in productie ging, kwamen er financiële problemen om de hoek kijken, waardoor Englund niet mee wilde werken. Er werd toen besloten om een stuntman de kleding en make-up van Freddy te laten dragen en zijn gezicht redelijk te verbergen, door middel van rook. Na het filmen van deze scène trok men de conclusie dat Freddy niet vervangen kon worden. En hoewel Englund in de rest van de film wel de rol van Freddy speelt, zit de scène met de stuntman gewoon in de uiteindelijke film.

## Andere succesvolle filmmonsters
- Jason Voorhees
- Hannibal Lecter
- Leatherface
- Michael Myers
- Pinhead
- Chucky
- Ghostface

## Varia
- De figuur van Freddy Krueger is ook verwerkt in een Rik Ringers-verhaal, Het masker van de angst (1994). Krueger heet hier anders (Jimmy).